# Produzione della pasta di coca
La produzione della pasta di coca è un procedimento illegale tramite il quale, a partire dalla coltivazione della Erythroxylum coca, si produce la cocaina. La produzione è essenzialmente artigianale.

## Procedura
La Colombia è uno dei più grandi produttori di pasta di coca e vi sono, grazie al clima favorevole, fino a 6 raccolti all'anno. Dalla pianta Erythroxylum coca una volta cresciuta si strappano le foglie; queste vengono ulteriormente spezzettate per essere poi mischiate in contenitori con acqua e carbonato di sodio. A questo punto viene aggiunto cherosene, oppure gasolio: si attende la macerazione, durante la quale si separano gli alcaloidi (tra cui la cocaina) dalle foglie, diventando quindi solubili nel cherosene. 
Gli alcaloidi (basici) vengono estratti dal solvente organico di partenza con acido solforico diluito. Una volta separata la soluzione di sali ad idrolisi acida ottenuta dal cherosene, gli alcaloidi (in forma salina ad idrolisi acida) vengono fatti precipitare grazie all'aggiunta di una sostanza basica, solitamente ammoniaca diluita.
Il prodotto risultante dalla filtrazione è la pasta di coca; il contenuto in cocaina è circa due terzi del totale.